# Nuria Orellana Cano
Nuria Auxiliadora Orellana Cano (Jerez de la Frontera, 1968) es una jurista y magistrada española, especialista en Derecho mercantil. Desde el 3 de junio de 2025 es magistrada de la Sala Primera (Civil) del Tribunal Supremo de España.

## Formación
Se licenció en Derecho por la Universidad de Cádiz, donde obtuvo el Premio Extraordinario de Licenciatura.

## Carrera judicial

### Inicios (1993-2004)
Ingresó en la carrera judicial tras superar la oposición a la judicatura y su primer destino fue en los Juzgados de Primera Instancia e Instrucción n.º 3 de Sanlúcar de Barrameda y n.º 2 de El Puerto de Santa María.

### Juzgado de lo Mercantil n.º 1 de Cádiz (2004-2013)
En 2004 aprobó la oposición de especialista mercantil del Consejo General del Poder Judicial (primera promoción) y se hizo cargo del recién creado Juzgado de lo Mercantil n.º 1 de Cádiz, donde tramitó concursos de gran repercusión como los de Delphi, Jale, Cádiz CF y Xerez CD. Fue la primera jueza de lo mercantil en la provincia de Cádiz, encargándose del Juzgado de lo Mercantil n.º 1 de Cádiz desde su creación en 2004.
En mayo de 2007 fue elegida jueza decana de los juzgados de la capital gaditana, fue reelegida en 2011 y desempeñó el cargo hasta 2013.

### Audiencias Provinciales de Málaga y Cádiz (2013-2025)
En junio de 2013 se incorporó a la Sección 6.ª (Civil-Mercantil) de la Audiencia Provincial de Málaga, donde permaneció hasta noviembre de 2019. Ese año obtuvo destino en la Sección 5.ª (Civil-Mercantil) de la Audiencia Provincial de Cádiz, donde ejerció hasta su nombramiento para el Supremo.

### Tribunal Supremo (2025-presente)
El Pleno del CGPJ la nombró magistrada de la Sala Primera del Tribunal Supremo el 3 de junio de 2025, siendo la primera mujer procedente de la carrera judicial en integrarse en dicha Sala. Prestó juramento y tomó posesión el 24 de junio de 2025.
Su llegada al Supremo coincidió con la de otras dos magistradas, completando así el cupo de la Sala Primera. Como dato anecdótico, su hermana Ana María Orellana Cano también accedió al Tribunal Supremo pocos meses antes (febrero de 2025), como magistrada de la Sala Cuarta (Social) por el turno de especialistas.

## Actividad académica y publicaciones
Ha impartido docencia en la Universidad de Cádiz (1995-2005) y habitualmente participa como ponente en congresos nacionales de derecho concursal. Desde junio de 2025 es Académica de Número de la Real Academia de San Dionisio de Ciencias, Artes y Letras.
Es autora o coautora de más de un centenar de artículos y monografías sobre insolvencia, reestructuraciones y gobierno corporativo, entre ellas El concurso laboral (2012, obra monográfica sobre los aspectos laborales de los concursos de acreedores) y Las Administraciones públicas en el concurso (2014).

## Asociacionismo judicial
Nuria Orellana ha sido además activa en el asociacionismo judicial. Perteneciente a la Asociación Profesional de la Magistratura (APM), llegó a presidir la sección de Andalucía Occidental de dicha asociación, participando en la defensa de mejoras para la Justicia y en movilizaciones como las huelgas de jueces de 2013.

## Distinciones
- Premio Extraordinario de Licenciatura, Universidad de Cádiz (1991).[1]
- Cruz de Honor de la Orden de San Raimundo de Peñafort (28 de junio de 2013).[4]